# Wiktor Nikolajewitsch Suslin
Wiktor Nikolajewitsch Suslin (russisch Виктор Николаевич Суслин; * 19. Juli 1944 in Leningrad, Russische SFSR, Sowjetunion) ist ein ehemaliger sowjetischer Ruderer, der von 1966 bis 1971 fünf internationale Medaillen gewann.

## Sportliche Karriere
Die internationale Karriere des 1,90 großen Wiktor Suslin begann bei den Weltmeisterschaften 1966 in Bled. Dort gewann Suslin zusammen mit Boris Fjodorow die Bronzemedaille im Zweier ohne Steuermann. Außerdem saß Suslin im sowjetischen Achter, der hinter dem Deutschland-Achter die Silbermedaille erkämpfte. Im folgenden Jahr ruderte Suslin bei den Europameisterschaften mit dem Achter auf den dritten Platz hinter den Booten aus Deutschland und den Vereinigten Staaten. Bei den Olympischen Spielen 1968 siegte der Deutschland-Achter vor den Australiern, der sowjetische Achter gewann Bronze mit Zigmas Jukna, Antanas Bagdonavičius, Wolodymyr Sterlyk, Juozas Jagelavičius, Vytautas Briedis, Walentyn Krawtschuk, Alexander Martyschkin, Wiktor Suslin und Steuermann Juri Lorenzson. Seine letzte Medaille erhielt Suslin bei den Europameisterschaften 1971, als er den dritten Platz im Vierer mit Steuermann belegte.
Wiktor Suslin ist der jüngere Bruder von Juri Suslin, der ebenfalls bei Olympischen Spielen für die Sowjetunion ruderte.